# Jarhead. Żołnierz piechoty morskiej
Jarhead. Żołnierz piechoty morskiej (ang. Jarhead) – film produkcji amerykańskiej z 2005 roku w reżyserii Sama Mendesa oparty na książce Anthony’ego Swofforda Jarhead.
Zdjęcia filmowe były realizowane w następujących miejscowościach w Stanach Zjednoczonych: Brawley, Camarillo, El Centro, Holtville, Universal City, Imperial County, Long Beach, Los Angeles, Santa Clarita, Victorville, Yuma. Filmowcy wykorzystali plenery w Parku Narodowym White Sands w stanie Nowy Meksyk.
Hollywoodzka premiera filmu odbyła się 27 października 2005 roku. Do sal kinowych w Stanach Zjednoczonych i Kanadzie obraz trafił 4 listopada 2005 roku. Polska widownia zobaczyła obraz po raz pierwszy 6 stycznia 2006 roku.

## Obsada
- Jamie Foxx jako sierżant Sykes
- Jake Gyllenhaal jako Swoff
- Chris Cooper jako pułkownik Kazinski
- Peter Sarsgaard jako Troy
- Dennis Haysbert jako major Lincoln
- Travis Aaron jako Payne
- Laz Alonso jako Escobar
- Lucas Black jako Kruger
- Brianne Davis jako Kristina
- Peter Gail jako Doc John
- Brian Geraghty jako Fergus
- Evan Jones jako Fowler
- Kurt Larson jako Lance Corporal
- Scott MacDonald jako D.I. Fitch
- Jamie Martz jako Foster
- James Morrison jako pan Swofford
- Jocko Sims jako Chris Julius

## Twórcy
- reżyseria: Sam Mendes
- scenariusz: William Wisher Jr. (na podstawie powieści Anthony’ego Swofforda)
- muzyka: Thomas Newman
- producent: Lucy Fisher, Sam Mendes, Douglas Wick
- zdjęcia: Roger Deakins
- scenograf: Dennis Gassner
- kostiumy: Albert Wolsky
- montaż: Walter Murch
- casting: Debra Zane
- producent wykonawczy: Bobby Cohen, Sam Mercer
- kierownictwo artystyczne: Stefan Dechant, Christina Wilson, Nancy Haigh

## Fabuła

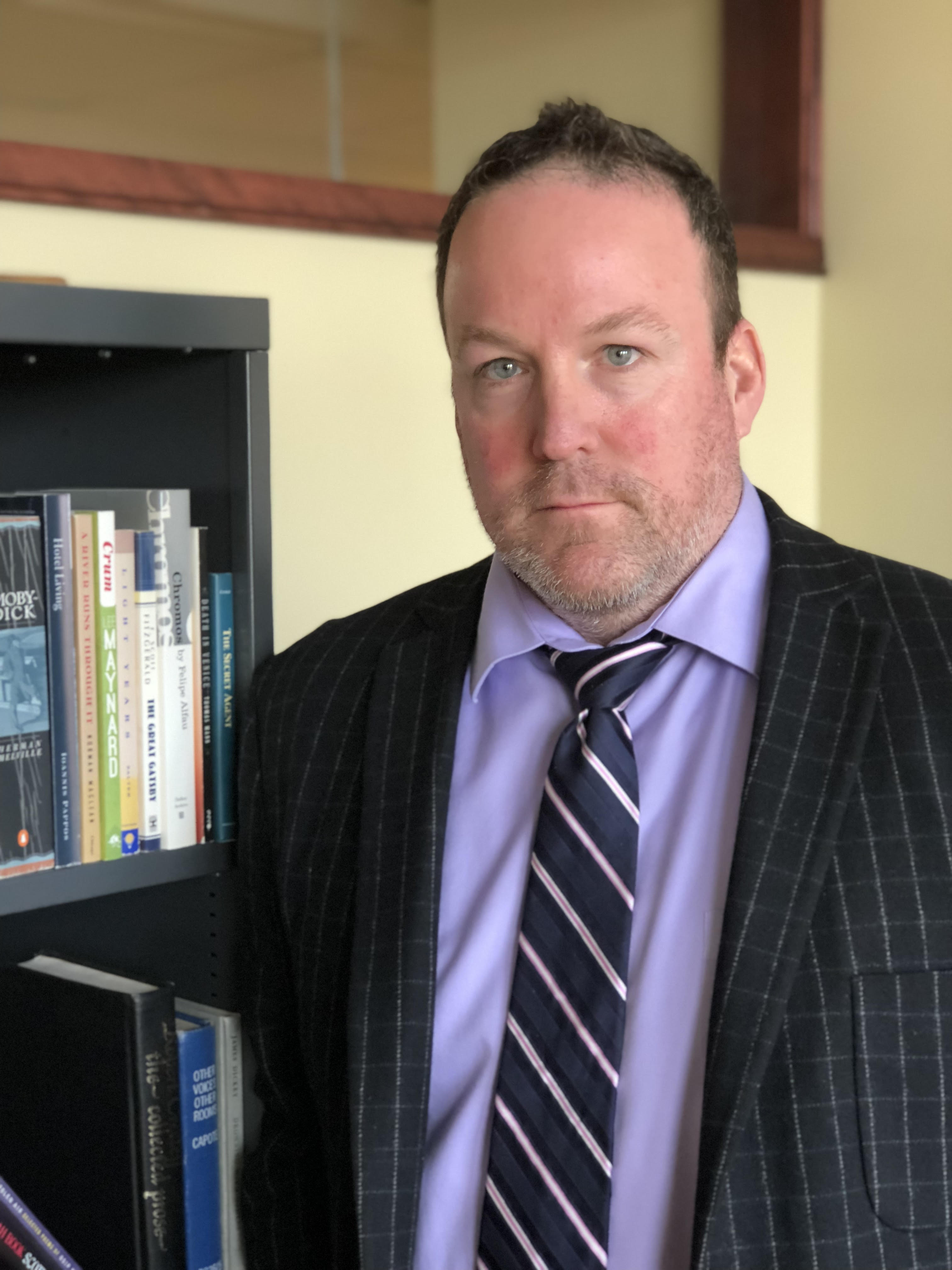
Anthony Swofford, autor książki Jarhead

Film powstał na podstawie książki Anthony’ego Swofforda, w której opisuje on własne przeżycia z czasów kiedy to jako 20-letni rekrut został wysłany do Arabii Saudyjskiej aby walczyć w I wojnie w Zatoce Perskiej. Wojna jest ukazana oczyma młodych żołnierzy plutonu dowodzonego przez sierżanta Sykesa, podekscytowanych i przerażonych nadchodzącą walką. W czasie oczekiwania na działania zbrojne żołnierze ci urozmaicają sobie czas grą w piłkę, oglądaniem telewizji, czasopismami pornograficznymi oraz bójkami między sobą. Anthony „Swoff” Swofford trafił do wojska, ponieważ nie dostał się do college’u. Jest on bierny i obojętny na otaczającą go rzeczywistość. W wojsku zaprzyjaźnia się z Troyem, dla którego przynależność do marines jest sensem i treścią życia.
Wojna, na którą czekają żołnierze, ma być ich ostatecznym żołnierskim testem. Gdy nadchodzi, zachowują się jakby oglądali film i nie wiedzą co robić. Wojna przedstawiona w książce jak i filmie różni się od wojny przedstawionej w telewizyjnych programach informacyjnych.